# السيف الأجرب
السيف الأجرب هو سيف للإمام تركي بن عبد الله آل سعود (1183هـ ـ 1249هـ) مؤسس الدولة السعودية الثانية، وهو من الصناعة النجدية حيث اشتهرت الدرعية بهذه الصناعة اليدوية، وأصبح في ما بعد مقتنى تاريخياً موجوداً حتى يومنا الحالي، وتتحقق فيه الرمزية الوطنية لتاريخيته ودور مالكه في إحياء الدولة السعودية مرة أخرى.

## سبب التسمية
سمي السيف الأجرب بهذا الاسم على أغلب الروايات، نظرًا لوجود صدأ بائّن على نصله، ويعد من السيوف المهمة التي تمتلكها أسرة آل سعود، فالأسرة التي أسست الدولة السعودية مثلها مثل كثير من الأسر العربية والإسلامية اشتهرت بعدد من أنواع السيوف، منها: دابان، وخريسان، وأُرقبان، والبسام، وبشيمان.

## السيف في التراث
صنع السيف لأول مرة في العصر البرونزي (3000 ق.م) وكان يصنع في البداية من النحاس الأحمر والبرونز ثم في عهد لاحق أصبح يصنع من الحديد وأضيف إليه الزخرفة بالذهب والفضة.
وللسيف قيمته الاجتماعية والثقافية والحربية في التراث العربي والإسلامي، فالسيف صديق لصاحبه، فيحتمي به من الغدر ويدافع به عن أرضه وعرضه، يهاجم ويدافع به، ويلازمه ليل نهار، ويعتز به، ومن قدره العالي فإن له أكثر من خمسين اسما لدى العرب مثل: الأبتر، والأذود، وذو الفقار، والحسام وغيرها، ويسمى السيف حسب مكان صناعته (الدمشقي، واليماني، والخرساني)، كما ارتبطت مسميات بعض السيوف بشخصيات اجتماعية وقيادية مهمة عبر تاريخ العرب مثلما تسمى الخيول والإبل في الوقت الحالي، فلمحمد تسعة سيوف أولها مأثور، ولخالد بن الوليد سيف عرف باسم (القرطبي الأولق ذو القرط) حتى اليوم، كما أن السيف مفردة لاغنى عنها في الشعر العربي القديم، والشعر الشعبي (النبطي) في الجزيرة العربية، والأمثال والحكم العربية، بل ويسمى العرب أبناءهم باسم «سيف» أو بأحد أسمائه الأخرى أو إحدى صفاته أو بأحد أوصافه، ويعده العرب بالرغم من وجود أسلحة أخرى متزامنة مثل القوس والرمح أشرف الأسلحة.
وكان السيف إلى عهد قريب من أنفس الهدايا التي يقدمها الملوك والأمراء وقادة الجيوش وشيوخ القبائل والأعيان فيما بين بعضهم البعض عبر التاريخ البشري.

## قصيدة الإمام تركي (للأجرب)
للإمام تركي بن عبد الله قصيدة طويلة باللهجة المحلية معروفة في الجزيرة العربية قالها قبل مائتي عام، ذكر فيها سيفه هذا بالاعتزاز وبالدلالة على القوة، مطلعها:
حتى قال:
حيث وصفه ب «الخوي» أي الصاحب الذي كان ملازماً لهُ في صولاته وجولاته حتى تحقق الانتصار التاريخي.

## عودة السيف
أثناء زيارة رسمية للعاهل السعودي الملك عبد الله بن عبد العزيز آل سعود إلى مملكة البحرين عام 2010م سلم ملك البحرين الشيخ حمد بن عيسى آل خليفة الملك عبد الله السيف الأجرب الذي احتفظت به أسرة آل خليفة الحاكمة فترة زمنية طويلة.
أما كيف ذهب هذا السيف من أسرة آل سعود إلى أسرة آل خليفة فهناك ثلاث روايات تاريخية، الأولى: أن الذي نقله هو الملك عبدالعزيز بن عبدالرحمن بن فيصل آل سعود، الثانية: أن الإمام سعود بن فيصل بن تركي هو من نقله، الثالثه: أنه الأمير محمد بن سعود بن فيصل دون الإشارة إلى مصدر لتلك الروايات، وبالتالي يختلف حساب مدة بقائه في البحرين، ولكن أشار عبد الله فيلبي في كتابه (الذكرى العربية الذهبية) إلى أن الملك عبد العزيز تحدث عن سيوف حكام الدولة السعودية وذكر أن السيف (الأجرب) من تلك السيوف وأن الإمام عبد الله بن فيصل أهداه إلى أسرة آل خليفة في البحرين. وبعد وفاة الملك عبد الله بن عبد العزيز وبالتحديد في عام 2015م سلم أبناؤه السيف إلى سلمان بن عبد العزيز آل سعود لحفظه ضمن المقتنيات الرمزية التاريخية للمملكة العربية السعودية.
لكن الرواية الأخرى الموثقة في الكتب والمتناقلة هي بأن هذا السيف قد أهدي إلى الشيخ أحمد بن خليفة الغتم آل خليفة من قبل الإمام سعود بن فيصل وذلك لمشاركة في عدة معارك معها وأشهرها جودة والوجاج والجفر. وقد وصل هذا السيف لاحقا إلى الأمير محمد بن سلمان آل خليفة ومن بعدة جلالة الملك حمد بن عيسى آل خليفة والذي أهدى هذا السيف إلى الملك عبدالله بن عبدالعزيز آل سعود.وهذا مصدره مركز الوثائق التاريخية بمملكة البحرين عن طريق مجلة الوثيقة العدد 60 يوليو 2011. وكتاب التصدي السعودي للحكم العثماني للأحساء والقطيف.

## فرقة السيف الأجرب
استحدثت قوة أمنية جديدة فور تولي الملك سلمان بن عبد العزيز الحكم في السعودية سميت «السيف الأجرب» يزيد عدد أفرادها على أكثر من 5000 عنصر من الحرس الملكي ترتبط مباشرة بسمو ولي العهد السعودي، أفرادها مؤهلين بالقدرات الأمنية العالية ولهم مهمات خاصة، ما يدل على الاعتزاز بالتاريخ الوطني ومكانة السيف الأجرب كقيمة تراثية وتاريخية لدى السعوديين.